# Edith Masai
Edith Chewanjel Masai (4 aprile 1967) è un'ex mezzofondista e maratoneta keniota.

## Palmarès
| Anno | Manifestazione              | Sede       | Evento        | Risultato | Prestazione | Note                  |
| ---- | --------------------------- | ---------- | ------------- | --------- | ----------- | --------------------- |
| 2001 | Mondiali                    | Edmonton   | 5000 m piani  | 7ª        | 15'17"67    |                       |
| 2001 | Mondiali di corsa campestre | Ostenda    | Gara breve    | Bronzo    | 14'57"      |                       |
| 2001 | Mondiali di corsa campestre | Ostenda    | A squadre     | Argento   | 32 p.       |                       |
| 2002 | Mondiali di corsa campestre | Dublino    | Gara breve    | Oro       | 13'30"      |                       |
| 2002 | Mondiali di corsa campestre | Dublino    | A squadre     | Argento   | 34 p.       |                       |
| 2002 | Giochi del Commonwealth     | Manchester | 5000 m piani  | Argento   | 14'53"76    |                       |
| 2003 | Mondiali di corsa campestre | Losanna    | Gara breve    | Oro       | 12'43"      |                       |
| 2003 | Mondiali di corsa campestre | Losanna    | A squadre     | Oro       | 18 p.       |                       |
| 2003 | Mondiali                    | Parigi     | 5000 m piani  | Bronzo    | 14'52"30    |                       |
| 2004 | Mondiali di corsa campestre | Bruxelles  | Gara breve    | Oro       | 13'07"      |                       |
| 2004 | Mondiali di corsa campestre | Bruxelles  | A squadre     | Argento   | 21 p.       |                       |
| 2005 | Mondiali                    | Helsinki   | 10000 m piani | 5ª        | 30'30"26    | Record nazionale      |
| 2006 | Campionati africani         | Bambous    | 10000 m piani | Oro       | 31'27"96    | Record dei campionati |
| 2006 | Mondiali di mezza maratona  | Debrecen   | Individuale   | 5ª        | 1h05'21"    |                       |
| 2006 | Mondiali di mezza maratona  | Debrecen   | A squadre     | Oro       | 2h51'18"    |                       |
| 2007 | Giochi panafricani          | Algeri     | 10000 m piani | Argento   | 31'31"18    |                       |
| 2007 | Mondiali                    | Osaka      | Maratona      | 8ª        | 2h32'22"    |                       |

## Campionati nazionali
2001
- Oro ai campionati kenioti, 5000 m piani - 15'24"4

2002
- Oro ai campionati kenioti, 5000 m piani - 15'36"33
- Oro ai campionati kenioti di corsa campestre (cross corto)

2003
- Oro ai campionati kenioti, 5000 m piani - 15'23"8

2004
- Oro ai campionati kenioti, 1500 m piani - 4'18"6

2006
- Oro ai campionati kenioti, 5000 m piani - 15'54"0
- Oro ai campionati kenioti, 10000 m piani - 32'25"4

2007
- Oro ai campionati kenioti, 10000 m piani - 33'25"4

2008
- Bronzo ai campionati kenioti, 5000 m piani - 16'01"6
- Oro ai campionati kenioti, 10000 m piani - 33'29"0

## Altre competizioni internazionali
2001
- 5ª alla Mezza maratona di Lisbona ( Lisbona) - 1h08'27"
- Oro alla Mezza maratona di Nizza ( Nizza) - 1h07'53"
- Argento alla Internationaler Osterlauf ( Paderborn) - 31'27"

2002
- Oro alla Route du Vin Half Marathon ( Remich) - 1h10'10"
- Bronzo alla Dam tot Damloop ( Amsterdam), 10 miglia - 52'45"

2004
- Argento alla Great North Run ( Newcastle upon Tyne) - 1h08'27"
- Bronzo al Giro Media Blenio ( Dongio) - 16'04"

2005
- Oro alla Maratona di Amburgo ( Amburgo) - 2h27'06"
- 6ª alla Mezza maratona di Delhi ( Nuova Delhi) - 1h11'49"
- 4ª alla Great North Run ( Newcastle upon Tyne) - 1h08'19"

2006
- 7ª alla Maratona di Amburgo ( Amburgo) - 2h30'01"
- Oro alla Mezza maratona di Berlino ( Berlino) - 1h07'16"
- Bronzo alla Zevenheuvelenloop ( Nimega), 15 km - 49'02"

2007
- 6ª alla Maratona di Amburgo ( Amburgo) - 2h32'10"
- Argento alla Maratona di Singapore ( Singapore) - 2h38'07"
- 4ª alla Mezza maratona di Berlino ( Berlino) - 1h12'03"

2008
- Oro alla Maratona di Singapore ( Singapore) - 2h34'18"
- Oro alla Mezza maratona di Virginia Beach ( Virginia Beach) - 1h12'54"
- Bronzo alla Utica Boilermaker ( Utica), 15 km - 50'40"
- Oro alla Beach to Beacon ( Cape Elizabeth) - 31'56"